# Habet hlawa
Le habet hlawa, ou habbet hlawa, aussi orthographié habbat hlaoua, est une boisson traditionnelle algérienne à base d'anis vert.

## Étymologie
Son nom provient de l'arabe maghrébins (darija parler dans la région du Maghreb) et signifie « anis vert ».

## Description
Il s'agit d'un mélange d'eau, d'anis vert et de sucre, qui sera ensuite infusé.